# Лейси Дювал
Лейси Дювал (на английски: Lacey Duvalle) е американска порнографска актриса, родена на 5 април 1982 г. във Вашингтон, САЩ.

## Кариера
Дебютира като актриса в порнографската индустрия през 2000 г., когато е на 18-годишна възраст.

## Награди и номинации
Носителка на награди
- 2009: Urban X награда за най-добра POV секс сцена – „Tunnel Vision 3“ (с Марио Касини).[3]